# Limes Alutanus

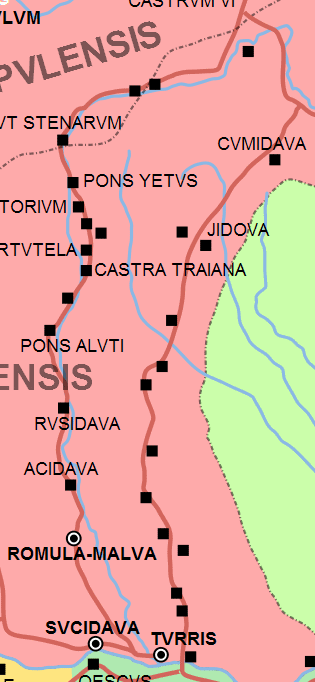
Limes Alutanus - linia roșie din partea stângă

Limes Alutanus era o linie fortificată, constând dintr-un val de apărare din pământ, construit pe direcția N-S, în partea de răsărit a Oltului, și din șapte castre romane, amintite de Tabula Peutingeriana. Limes-ul Alutanus forma granița de est a Daciei romane.
Construirea liniei fortificate a fost dispusă de împăratul roman Hadrian, cu scopul de a opri invaziile venite din răsărit.
Cele șapte castre, a căror poziționare a fost presupusă de istoricul Vasile Pârvan și confirmată de cercetările arheologice, sunt următoarele :
- Pons Vetus (Câineni, Vâlcea),
- Praetorium (Racovița, Vâlcea),
- Arutela (punctul "Poiana Bivolari", lângă orașul Călimănești),
- Castra Traiana (Sânbotin, Vâlcea)[5],
- Buridava (Stolniceni, Vâlcea),
- Pons Aluti (Ioneștii Govorei),
- Rusidava (Drăgășani).

În anii 249-250, goții au străpuns limes-ul Alutanus și au distrus tabăra militară din Slăveni care, se pare, nu a mai fost locuită de atunci, deoarece ultimele monede descoperite acolo datează din anul 258.
Limes-ul Alutanus nu este o denumire antică, ci o convenție modernă care vehiculează noțiuni antice. Prima descriere sub numele de "Limes Alutanus", folosit astăzi pentru drumul roman de pe cursul inferior și mijlociu al Oltului, a fost făcută în 1900 de Grigore Tocilescu.
În cartea sa „Dacia Felix”, istoricul Adrian Bejan adaugă următoarele castre:
- Acidava (Enoșești, jud. Olt)
- Romula (Reșca, jud. Olt)
- Râul Vadului (jud. Vâlcea)
- Copăceni (jud. Vâlcea)

Pe râul Olt au mai fost găsite alte trei castre:
- la Cincșor (jud. Brașov);
- la Feldioara (jud. Brașov);
- Caput Stenarum (Boița, jud. Sibiu).

## Literatură suplimentară
- Cristian M. Vlădescu, Gheorghe Poenaru-Bordea, Un segment din Limes Alutanus: Fortificațiile romane din jurul masivului Cozia, editor: Consiliul culturii și Educației socialiste, 1972.